# Droga wojewódzka 805
Die Droga wojewódzka 805 (DW 805) ist eine 34 Kilometer lange Droga wojewódzka (Woiwodschaftsstraße) in der polnischen Woiwodschaft Masowien, die Warszawice mit Wilchta verbindet. Die Strecke liegt im Powiat Otwocki und im Powiat Garwoliński.

## Streckenverlauf
Woiwodschaft Masowien, Powiat Otwocki
-  Dziecinów (DW 799, DW 801)
- Warszawice
- Pogorzel
-  Osieck (DW 739, DW 862, DW 879)
- Grabianka

Woiwodschaft Masowien, Powiat Garwoliński
- Jaźwiny
-  Pilawa (DW 804)
-  Lipówki (S 17, DK 17)
- Trąbki
- Choiny
-  Parysów (DW 800)
-  Wilchta (DK 76)